# Emtricitabine
Pour les articles homonymes, voir FTC.
L'emtricitabine (FTC) est un médicament antirétroviral. C'est un inhibiteur nucléosidique de la transcriptase inverse (NRTI) utilisé pour le traitement de l'infection par le VIH. Cette molécule est commercialisée sous le nom d'Emtriva mais aussi, en association avec d'autres molécules sous le nom de Truvada (mono-dose emtricitabine/tenofovir) ou Atripla (mono-dose en un seul comprimé par jour associant emtricitabine, tenofovir et efavirenz) ou Biktarvy (un seul comprimé associant emtricitabine, bictégravir, ténofovir alafénamide).
Il fait partie de la liste des médicaments essentiels de l'Organisation mondiale de la santé (liste mise à jour en avril 2013).